# Wereldkampioenschap superbike van Portimão 2010
Het wereldkampioenschap superbike van Portimão 2010 was de tweede ronde van het wereldkampioenschap superbike en het wereldkampioenschap Supersport 2010. De races werden verreden op 28 maart 2010 op het Autódromo Internacional do Algarve nabij Portimão, Portugal.

## Superbike

### Race 1
| Pos | Nr  | Rijder            | Constructeur | Rondes | Tijd        | Grid | Punten |
| --- | --- | ----------------- | ------------ | ------ | ----------- | ---- | ------ |
| 1   | 3   | Max Biaggi        | Aprilia      | 22     | 37:59.283   | 2    | 25     |
| 2   | 91  | Leon Haslam       | Suzuki       | 22     | +0.200      | 4    | 20     |
| 3   | 65  | Jonathan Rea      | Honda        | 22     | +6.901      | 5    | 16     |
| 4   | 7   | Carlos Checa      | Ducati       | 22     | +7.457      | 3    | 13     |
| 5   | 2   | Leon Camier       | Aprilia      | 22     | +7.564      | 11   | 11     |
| 6   | 67  | Shane Byrne       | Ducati       | 22     | +11.420     | 7    | 10     |
| 7   | 52  | James Toseland    | Yamaha       | 22     | +18.391     | 15   | 9      |
| 8   | 41  | Noriyuki Haga     | Ducati       | 22     | +18.536     | 18   | 8      |
| 9   | 11  | Troy Corser       | BMW          | 22     | +24.514     | 8    | 7      |
| 10  | 111 | Rubén Xaus        | BMW          | 22     | +32.427     | 10   | 6      |
| 11  | 84  | Michel Fabrizio   | Ducati       | 22     | +35.045     | 17   | 5      |
| 12  | 57  | Lorenzo Lanzi     | Ducati       | 22     | +36.816     | 14   | 4      |
| 13  | 50  | Sylvain Guintoli  | Suzuki       | 22     | +36.841     | 9    | 3      |
| 14  | 35  | Cal Crutchlow     | Yamaha       | 22     | +44.678     | 1    | 2      |
| 15  | 66  | Tom Sykes         | Kawasaki     | 22     | +44.942     | 12   | 1      |
| 16  | 31  | Vittorio Iannuzzo | Honda        | 22     | +59.135     | 23   |        |
| 17  | 32  | Sheridan Morais   | Honda        | 22     | +59.852     | 21   |        |
| 18  | 95  | Roger Lee Hayden  | Kawasaki     | 22     | +1:00.097   | 24   |        |
| 19  | 15  | Matteo Baiocco    | Kawasaki     | 22     | +1:10.151   | 22   |        |
| 20  | 99  | Luca Scassa       | Ducati       | 16     | +6 ronden   | 16   |        |
| DNF | 88  | Andrew Pitt       | BMW          | 18     | Ongeluk     | 19   |        |
| DNF | 96  | Jakub Smrž        | Ducati       | 16     | Uitgevallen | 6    |        |
| DNF | 49  | Makoto Tamada     | BMW          | 4      | Uitgevallen | 20   |        |
| DNF | 76  | Max Neukirchner   | Honda        | 3      | Uitgevallen | 13   |        |

### Race 2
| Pos | Nr  | Rijder            | Constructeur | Rondes | Tijd        | Grid | Punten |
| --- | --- | ----------------- | ------------ | ------ | ----------- | ---- | ------ |
| 1   | 3   | Max Biaggi        | Aprilia      | 22     | 38:06.128   | 2    | 25     |
| 2   | 91  | Leon Haslam       | Suzuki       | 22     | +0.191      | 4    | 20     |
| 3   | 35  | Cal Crutchlow     | Yamaha       | 22     | +0.658      | 1    | 16     |
| 4   | 7   | Carlos Checa      | Ducati       | 22     | +1.015      | 3    | 13     |
| 5   | 2   | Leon Camier       | Aprilia      | 22     | +3.123      | 11   | 11     |
| 6   | 52  | James Toseland    | Yamaha       | 22     | +9.131      | 15   | 10     |
| 7   | 67  | Shane Byrne       | Ducati       | 22     | +11.033     | 7    | 9      |
| 8   | 41  | Noriyuki Haga     | Ducati       | 22     | +13.452     | 18   | 8      |
| 9   | 50  | Sylvain Guintoli  | Suzuki       | 22     | +13.964     | 9    | 7      |
| 10  | 11  | Troy Corser       | BMW          | 22     | +16.377     | 8    | 6      |
| 11  | 84  | Michel Fabrizio   | Ducati       | 22     | +26.351     | 17   | 5      |
| 12  | 111 | Rubén Xaus        | BMW          | 22     | +27.964     | 10   | 4      |
| 13  | 66  | Tom Sykes         | Kawasaki     | 22     | +33.566     | 12   | 3      |
| 14  | 57  | Lorenzo Lanzi     | Ducati       | 22     | +33.823     | 14   | 2      |
| 15  | 76  | Max Neukirchner   | Honda        | 22     | +37.372     | 13   | 1      |
| 16  | 99  | Luca Scassa       | Ducati       | 22     | +45.611     | 16   |        |
| 17  | 95  | Roger Lee Hayden  | Kawasaki     | 22     | +56.512     | 24   |        |
| 18  | 15  | Matteo Baiocco    | Kawasaki     | 22     | +58.980     | 22   |        |
| 19  | 49  | Makoto Tamada     | BMW          | 22     | +1:15.819   | 20   |        |
| 20  | 88  | Andrew Pitt       | BMW          | 22     | +1:41.672   | 19   |        |
| DNF | 32  | Sheridan Morais   | Honda        | 12     | Ongeluk     | 21   |        |
| DNF | 96  | Jakub Smrž        | Ducati       | 10     | Ongeluk     | 6    |        |
| DNF | 65  | Jonathan Rea      | Honda        | 7      | Uitgevallen | 5    |        |
| DNF | 31  | Vittorio Iannuzzo | Honda        | 7      | Uitgevallen | 23   |        |

## Supersport
| Pos | Nr  | Rijder            | Constructeur | Rondes | Tijd        | Grid | Punten |
| --- | --- | ----------------- | ------------ | ------ | ----------- | ---- | ------ |
| 1   | 54  | Kenan Sofuoğlu    | Honda        | 20     | 35:21.143   | 2    | 25     |
| 2   | 26  | Joan Lascorz      | Kawasaki     | 20     | +0.031      | 4    | 20     |
| 3   | 51  | Michele Pirro     | Honda        | 20     | +8.879      | 3    | 16     |
| 4   | 7   | Chaz Davies       | Triumph      | 20     | +15.270     | 6    | 13     |
| 5   | 99  | Fabien Foret      | Kawasaki     | 20     | +22.096     | 5    | 11     |
| 6   | 37  | Katsuaki Fujiwara | Kawasaki     | 20     | +23.041     | 7    | 10     |
| 7   | 127 | Robbin Harms      | Honda        | 20     | +30.830     | 13   | 9      |
| 8   | 4   | Gino Rea          | Honda        | 20     | +35.171     | 12   | 8      |
| 9   | 55  | Massimo Roccoli   | Honda        | 20     | +35.225     | 14   | 7      |
| 10  | 25  | David Salom       | Triumph      | 20     | +35.239     | 9    | 6      |
| 11  | 50  | Eugene Laverty    | Honda        | 20     | +49.540     | 1    | 5      |
| 12  | 40  | Jason DiSalvo     | Triumph      | 20     | +49.628     | 10   | 4      |
| 13  | 5   | Alexander Lundh   | Honda        | 20     | +1:08.602   | 15   | 3      |
| 14  | 8   | Bastien Chesaux   | Honda        | 20     | +1:13.455   | 16   | 2      |
| 15  | 9   | Danilo Dell'Omo   | Honda        | 20     | +1:30.738   | 17   | 1      |
| 16  | 33  | Paola Cazzola     | Honda        | 20     | +1:30.852   | 18   |        |
| 17  | 36  | Max Hunt          | Yamaha       | 19     | +1 ronde    | 19   |        |
| 18  | 24  | Eduard Blokhin    | Yamaha       | 19     | +1 ronde    | 20   |        |
| DNF | 117 | Miguel Praia      | Honda        | 16     | Uitgevallen | 8    |        |
| DNF | 14  | Matthieu Lagrive  | Triumph      | 0      | Ongeluk     | 11   |        |

## Tussenstanden na wedstrijd

### Superbike
| Pos | Nr | Rijder          | Team    | Punten |
| --- | -- | --------------- | ------- | ------ |
| 1   | 91 | Leon Haslam     | Suzuki  | 85     |
| 2   | 3  | Max Biaggi      | Aprilia | 69     |
| 3   | 7  | Carlos Checa    | Ducati  | 60     |
| 4   | 84 | Michel Fabrizio | Ducati  | 46     |
| 5   | 41 | Noriyuki Haga   | Ducati  | 43     |

### Supersport
| Pos | Nr | Rijder         | Team     | Punten |
| --- | -- | -------------- | -------- | ------ |
| 1   | 54 | Kenan Sofuoğlu | Honda    | 41     |
| 2   | 26 | Joan Lascorz   | Kawasaki | 40     |
| 3   | 50 | Eugene Laverty | Honda    | 30     |
| 4   | 99 | Fabien Foret   | Kawasaki | 22     |
| 5   | 25 | David Salom    | Triumph  | 19     |

2008 · 2009 · 2010 · 2011 · 2012 · 2013 · 2014 · 2015 · 2017 · 2018 · 2019 · 2020 · 2021 · 2022 · 2023 · 2024 · 2025